# Visões de Futuro
Visões de Futuro é um evento organizado pelo Sistema FIRJAN que prove o encontro de políticos, autoridades e empresários do Estado do Rio de Janeiro e do Brasil. O objetivo é debater e apresentar propostas para sanar ou minimizar entraves sociais e econômicos que afetam a competitividade industrial. O evento é anual, e também conta com a participação de candidatos de eleições que ainda estão por acontecer. Dessa forma, busca-se tanto esclarecer para empresários e a sociedade "o que pensam os que já manifestaram intenção de se candidatar nas próximas eleições",quanto auxiliar os administradores públicos a desenvolver suas respectivas macrorregiões fluminenses. Cada encontro regional culmina com a entrega de um documento sobre os desafios e as potencialidades locais. O Banco Mundial, ao elaborar seu primeiro plano estratégico integrado de desenvolvimento da região metropolitana do Rio de Janeiro, irá utilizar essas informações com planejamento de longo prazo para preparar sua atuação no que tange ao desenvolvimento urbano.

## Encontros
Já participaram da série de encontros diversas personalidades do mundo político brasileiro, como Eduardo Campos (governador de Pernambuco), Aécio Neves (senador por Minas Gerais) e Luiz Fernando “Pezão” (governador do Rio de Janeiro, mas vice-governador na época do encontro).

## Público
Quem mais costuma participar dos encontros são gestores públicos e empresários fluminenses (cerca de 150 por evento).Seu principal interesse é conhecer os caminhos político-econômicos que estão sendo traçados em sua região a fim de ajustarem, respectivamente, suas políticas públicas e estratégias de negócio de acordo com os possíveis cenários.

## Temas
Os tópicos abordados são geralmente sobre economia (como custo Brasil, carga tributária, produtividade, mercado global,indústria), mas também são debatidos temas sociais(qualidade de vida, capacitação), de infraestrutura(segurança, energia elétrica, banda larga, água, eletricidade, mobilidade urbana)e sobre petróleo & gás (pré-sal, polo petroquímico), além de sustentabilidade, inovação e prestação de serviços públicos em geral.